# Sarcophaga monserrati
Sarcophaga monserrati är en tvåvingeart som beskrevs av Peris, Gonzalez-mora och Mingo 1999. Sarcophaga monserrati ingår i släktet Sarcophaga och familjen köttflugor. Inga underarter finns listade i Catalogue of Life.